# Yamina Méchakra
Yamina Méchakra (Meskiana, Argélia, 1949 - 15 de maio de 2013) foi uma escritora e psiquiatra argelina.

## Biografia

### Início de vida
Méchakra nasceu em 1949 em Meskiana, no norte de Aurés. Aos nove anos de idade começou a escrever e a tomar notas num "livro de registo" que cresceu com o tempo. Alguns acontecimentos marcaram profundamente a sua juventude: o seu pai foi torturado pelos franceses durante a Guerra de Independência de Argélia à frente dos seus olhos, exposto na rua e preso ao canhão de um tanque. Pouco mais sabe-se da sua vida, ainda que Kateb Yacine tenha escrito no prefacio do seu livro que teve uma "vida cruel e problemática".

### Carreira
Méchakra começou a escrever a sua primeira novela em 1973, enquanto estudava psiquiatria na Universidade de Argel. A sua tese universitária em literatura foi dedicada a Apuleyo de Madaura. Em Argel, conheceu Kateb Yacine antes da sua partida para Roma e Paris. Yamina Méchakra seguiu o estilo de Yachine por escrito, pessoa que lhe deu conselhos e ampla orientação. Precisou de escrever três vezes o seu primeiro livro La Grotte éclatée de modo a conseguir terminá-lo, e o publicou em 1979. Yamina Mechakra argumentou que as mulheres eram a fonte da nação e a fundação de um estado independente. Referindo-se à rainha berber conhecida como La Kahina, Kateb Yacine titulou o seu prefácio da novela como "Os meninos de Kahina".
Apesar de continuar a escrever durante os anos seguintes não publicou mais nenhuma obra, relatando a um jornalista que tinha perdido os seus manuscritos. Em 1997, quando tratou de um menino como psiquiatra, inspirou-se na escritura da sua segunda novela, Arris, que se publicou em 1999. Yamina Mechakra foi também uma autora comprometida que apoiou a importância de uma revolução cultural na Argélia no processo de descolonização.

### Morte
Yamina Méchakra morreu em Argel a 19 de maio de 2013, à idade de 64 anos, após uma doença prolongada. A 20 de maio de 2013, celebrou-se um monumento em sua honra no Palácio da Cultura e foi enterrada no mesmo dia, no cemitério de Sidi Yahia.